# Michael Ricketts
Michael Barrington Ricketts (ur. 4 grudnia 1978 w Birmingham) – były angielski piłkarz, występujący na pozycji napastnika.
Jego profesjonalna kariera przypadła na lata 1996-2010. Był zawodnikiem jedenastu klubów - Walsall F.C. (dwukrotnie; od 1996 do 2000 i od 2007 do 2009 roku), Bolton Wanderers (w latach 2000–2003), Middlesbrough F.C. (2003–2004), Leeds United (2004–2006), Stoke City (2005), Cardiff City (2005–2006), Burnley F.C. (2006), Southend United (2006–2007), Preston North End (2007), Oldham Athletic (2007–2008) oraz Tranmere Rovers (2009–2010).
Podczas gry w Kłusakach oraz Boro (a więc drugim i trzecim zespole w jego przygodzie z futbolem) zaliczył 91 spotkań w angielskiej Premier League. Zdobył w nich 21 bramek.
13 lutego 2002 roku rozegrał 45 minut w debiucie i - jak się później okazało - ostatnim występie w angielskiej kadrze narodowej. Synowie Albionu mierzyli się wówczas z reprezentacją Holandii (1-1 po golach Patricka Kluiverta i Dariusa Vassella).
Łącznie w całej karierze zagrał w 406 oficjalnych spotkaniach (wliczając w tę liczbę gry w Second Division, play-offach Football League, First Division, Football League Trophy, Premier League, reprezentacji, Championship, League One, FA Cup oraz Football League Cup), w których był autorem 96 trafień do bramek przeciwników.